# Emberménil
Emberménil ist eine französische Gemeinde mit 240 Einwohnern (Stand 1. Januar 2022) im Département Meurthe-et-Moselle in der Region Grand Est (vor 2016 Lothringen). Sie gehört zum Arrondissement Lunéville und zum Kanton Baccarat. Die Bewohner nennen sich Emberménilois(es).

## Geografie
Die Gemeinde liegt etwa 38 Kilometer ostsüdöstlich von Nancy im Südosten des Départements Meurthe-et-Moselle. Sie grenzt ganz im Norden an das Département Moselle. Nachbargemeinden sind Xures und Lagarde (im Département Moselle) im Norden, Vaucourt und Xousse im Nordosten, Leintrey im Osten, Vého im Südosten, Laneuveville-aux-Bois im Westen sowie Mouacourt im Nordwesten. Die Gemeinde besteht aus dem bis zur Bahnstrecke reichenden Ort Emberménil und dem Gehöft Le Chanois. Wald bedeckt weite Flächen der Gemeinde. Der Bois des Évrieux als Teil des Forêt Dominiale de Parroy ist das bedeutendste dieser Waldgebiete. Emberménil liegt am Bach Ruisseau des Amis, der den Dorfteich und weitere Teiche bewässert. Emberménil grenzt im Norden an den Regionalen Naturpark Lothringen.

## Geschichte
Funde aus gallo-römischer Zeit belegen eine frühe Besiedlung. Der Ort wurde 1407 unter dem Namen Embermengnil erstmals in einem Dokument erwähnt. Emberménil gehörte zur Vogtei Lunéville und somit zum Herzogtum Lothringen, das 1766 an Frankreich fiel. Bis zur Französischen Revolution lag die Gemeinde dann im Grand-gouvernement de Lorraine-et-Barrois. In den beiden Weltkriegen kam es zu Zerstörungen. Von 1793 bis 1801 war die Gemeinde dem Distrikt Lunéville zugeteilt. Von 1793 bis 1801 war sie Teil des Kantons La Neuveville aux Bois. Von 1801 bis 2015 war die Gemeinde in den Kanton Blâmont eingegliedert. Seit 1801 ist sie dem Arrondissement Lunéville zugeordnet. Die Gemeinde lag bis 1871 im alten Département Meurthe.

## Bevölkerungsentwicklung
| Jahr                       | 1962 | 1968 | 1975 | 1982 | 1990 | 1999 | 2007 | 2019 |
| Einwohner                  | 155  | 129  | 118  | 178  | 232  | 215  | 256  | 257  |
| Quellen: Cassini und INSEE |      |      |      |      |      |      |      |      |

## Verkehr
Emberménil liegt an der Bahnstrecke von Paris nach Straßburg und hat eine eigene Haltestelle. Wenige Kilometer südlich führt die N4 vorbei. Der nächstgelegene Anschluss ist in Bénaménil. Für den regionalen Verkehr sind die D19 und die D161 wichtig, die durch das Dorf führen.

## Sehenswürdigkeiten
- Dorfkirche Saint-Étienne
- Maison muséographique, Erinnerungsstätte an Abbé Grégoire
- Wegkreuz und Kalvarienberg
- Denkmal und Gedenkplatte für die Gefallenen[2][3]

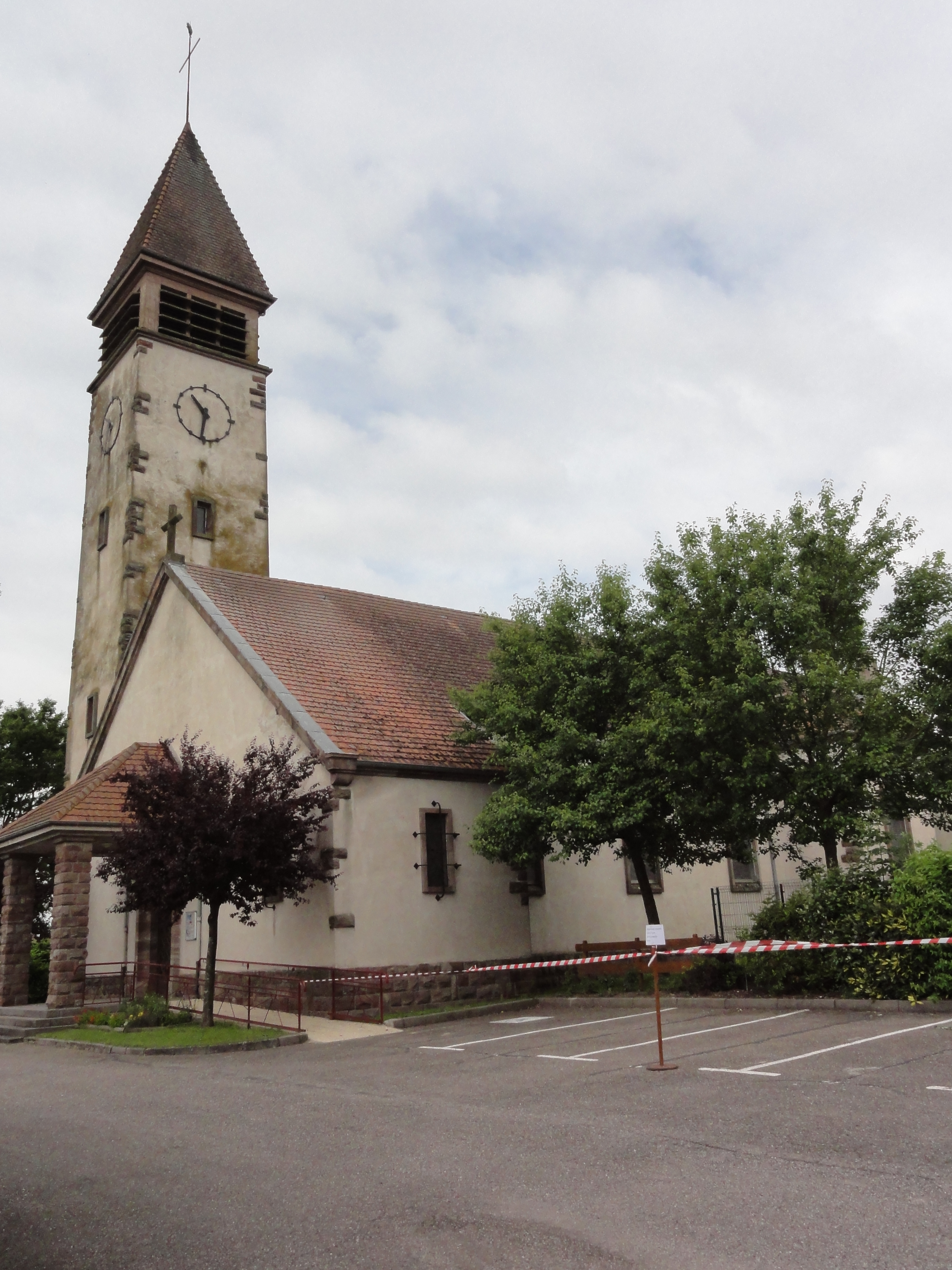
Dorfkirche Saint-Étienne
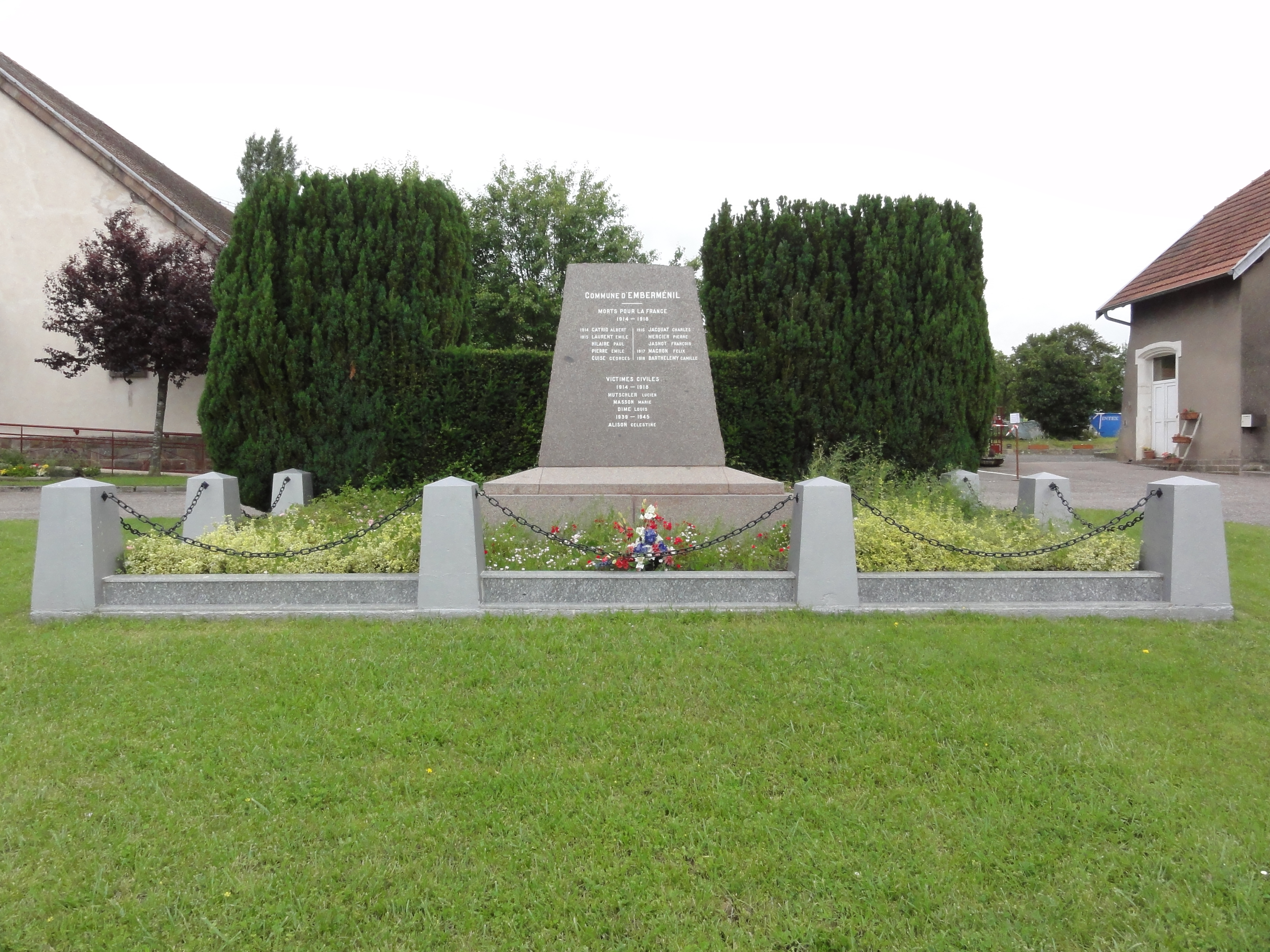
Denkmal für die Gefallenen
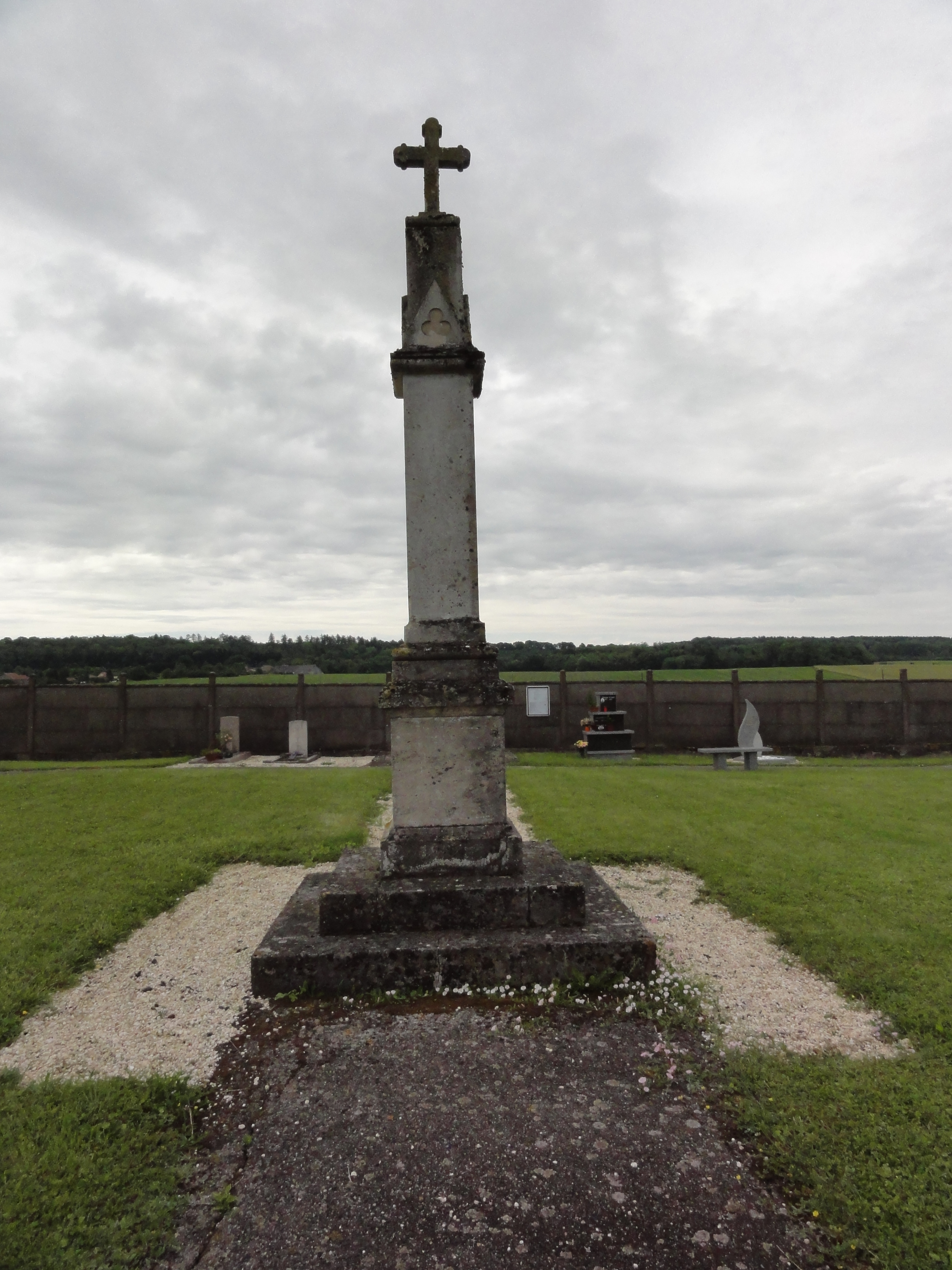
Kreuz auf dem Dorffriedhof
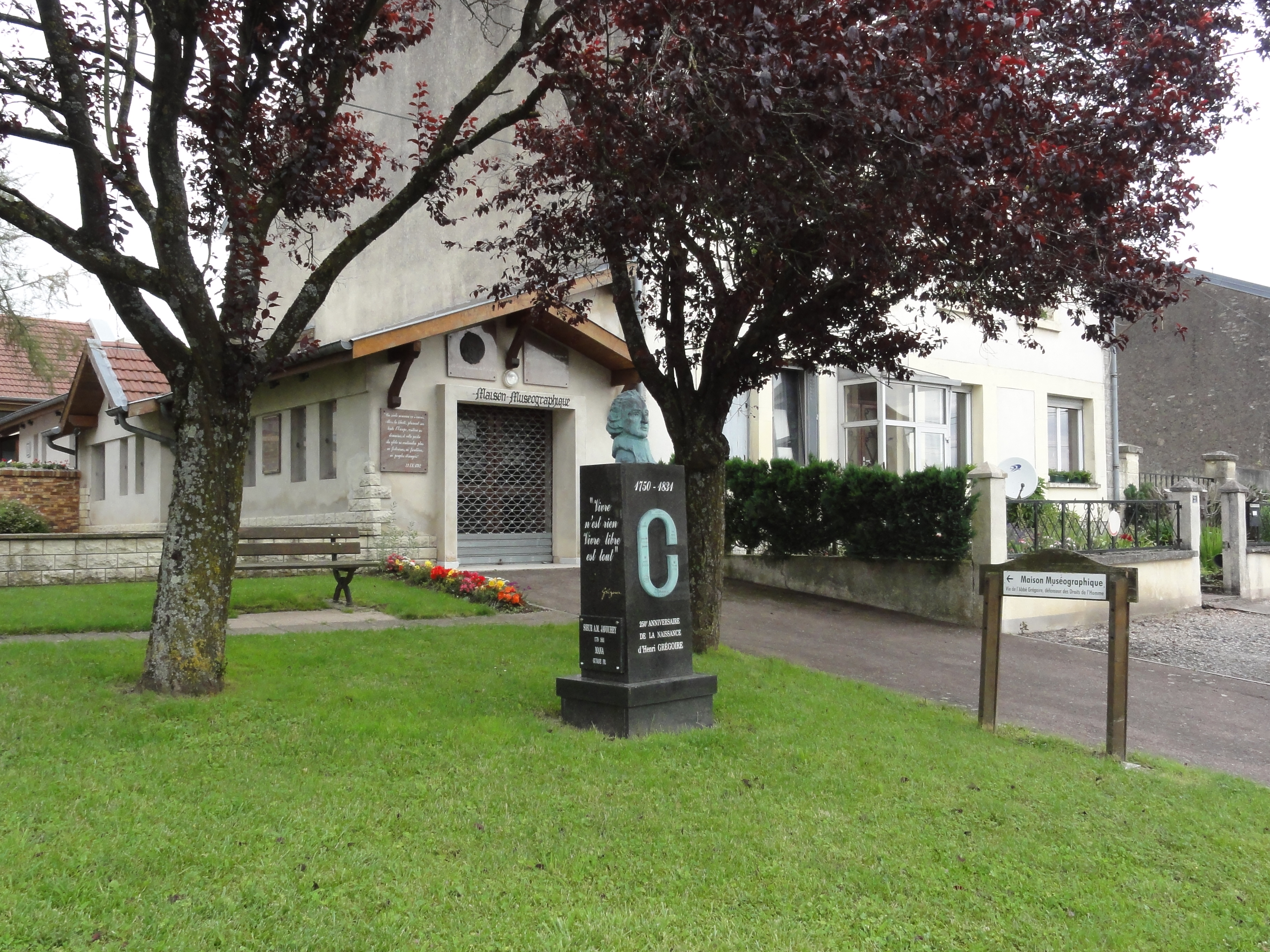
Maison muséographique Abbé Grégoire
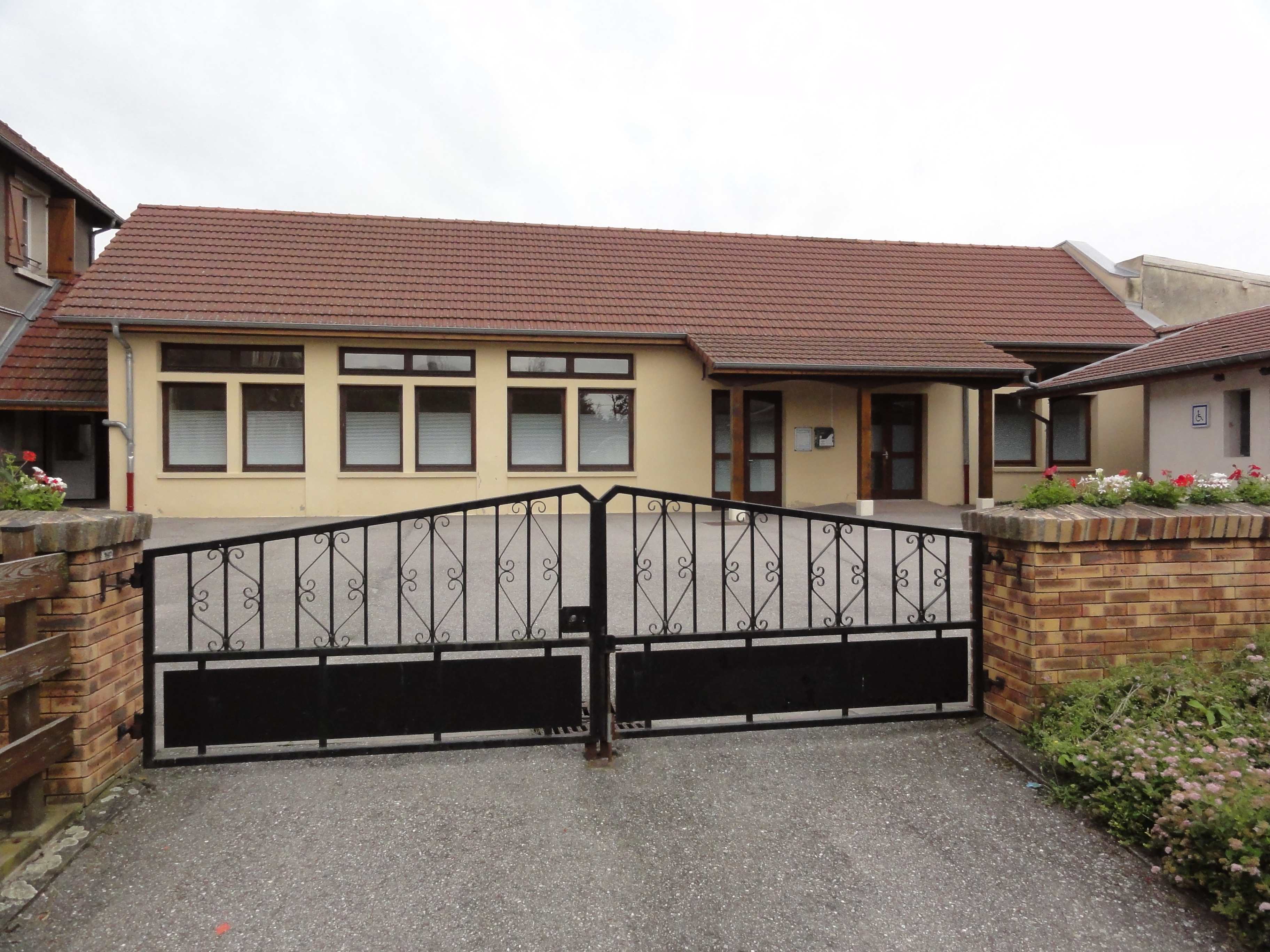
Mehrzweckhalle der Gemeinde
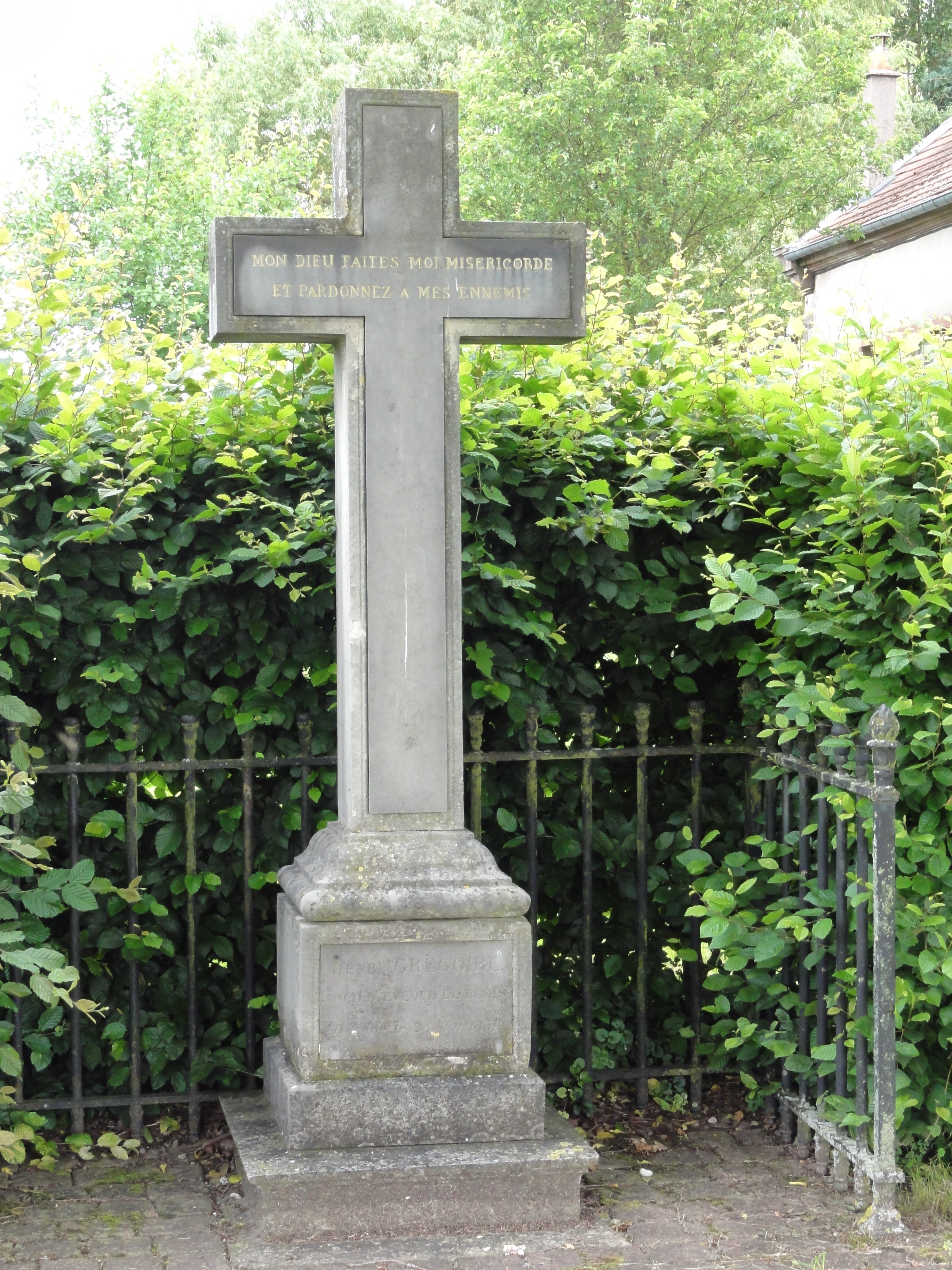
Grabkreuz von Abbé Grégoire
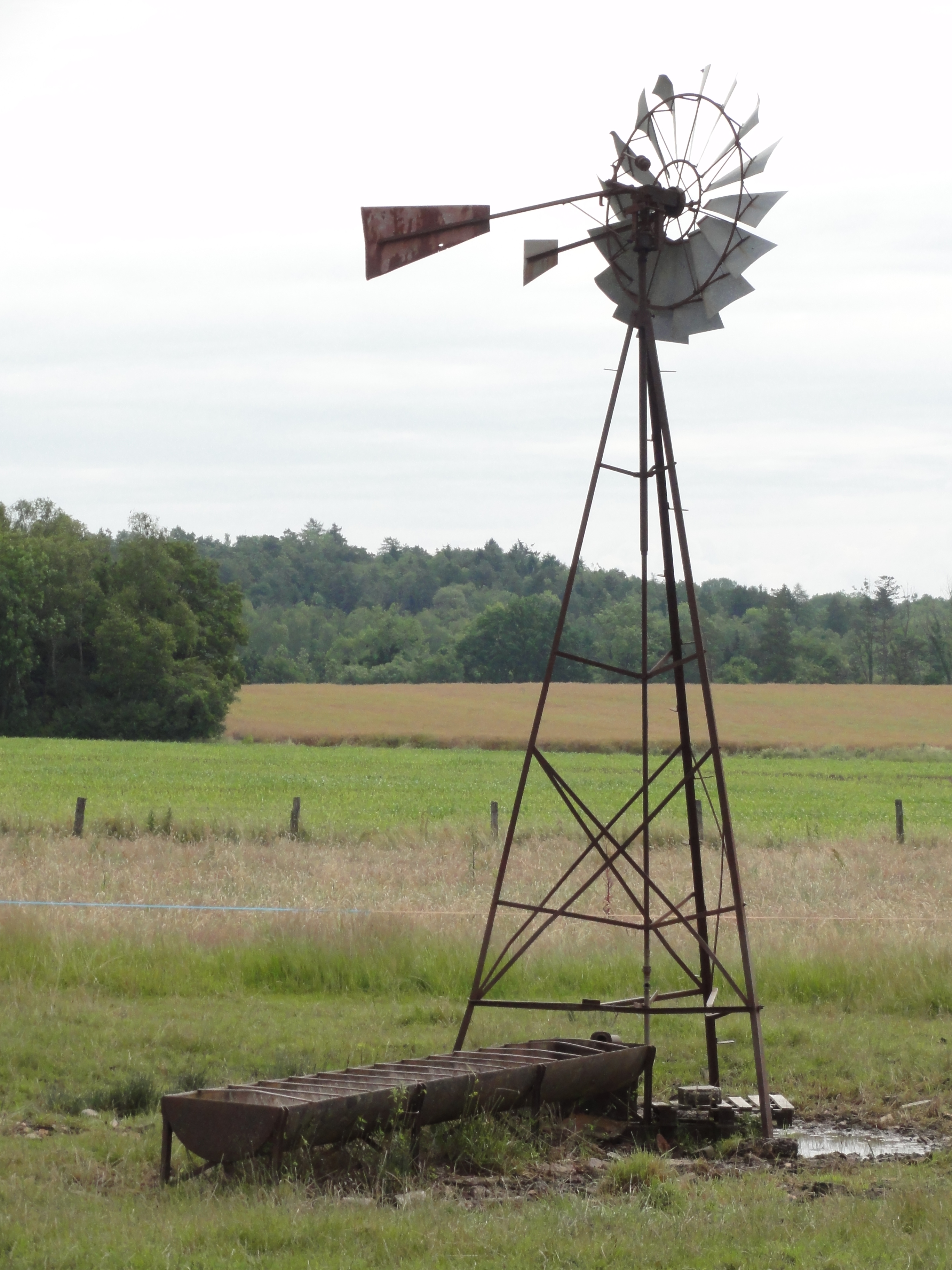
Windrad als Wasserpumpe